# Армандо Алемдар Ара
Армандо Алемдар Ара или Армандо Байрактари (на македонска литературна норма: Армандо Алемдар Ара, Армандо Бајрактари) е художник и историк от Северна Македония от турски произход. Съосновател е на новото течение неомодернизъм.

## Биография
Роден е в град Скопие през 1972 година в семейство на родители турци. Художническият му стил е силно автентичен, представящ едновременно убедителни и мистериозни образи. Негови творби са в колекциите на Националния център за култура в Северна Македония, както и в частни колекции в САЩ, Франция, Вликобритания, Гърция, Италия, Испания и други. Армандо е първият художник, чиито творби приживе са изложени в Националната художествена галерия на Република Македония като едновременно с това изнася лекции по философия и изкуство.